# Utsunomiya
Utsunomiya (jap. 宇都宮市 Utsunomiya-shi, deutsch ‚(kreisfreie) Stadt Utsunomiya‘, englisch Utsunomiya City) ist eine Großstadt und Verwaltungssitz der japanischen Präfektur Tochigi.
Der Namensursprung ist nicht gesichert, kommt aber wohl von ichi-no-miya, was den höchsten Shintō-Schrein einer Provinz bezeichnet, hier der Vorläuferprovinz von Tochigi, Shimotsuke, und bezieht sich auf den Futaarayama-Schrein im Stadtzentrum.

## Geographie
Es ist etwa 100 km nördlich von Tokio gelegen. Da Utsunomiya zunehmend zum Wohnort für in Tokio arbeitende Tagespendler wird, steigt die Einwohnerzahl beständig.

## Geschichte

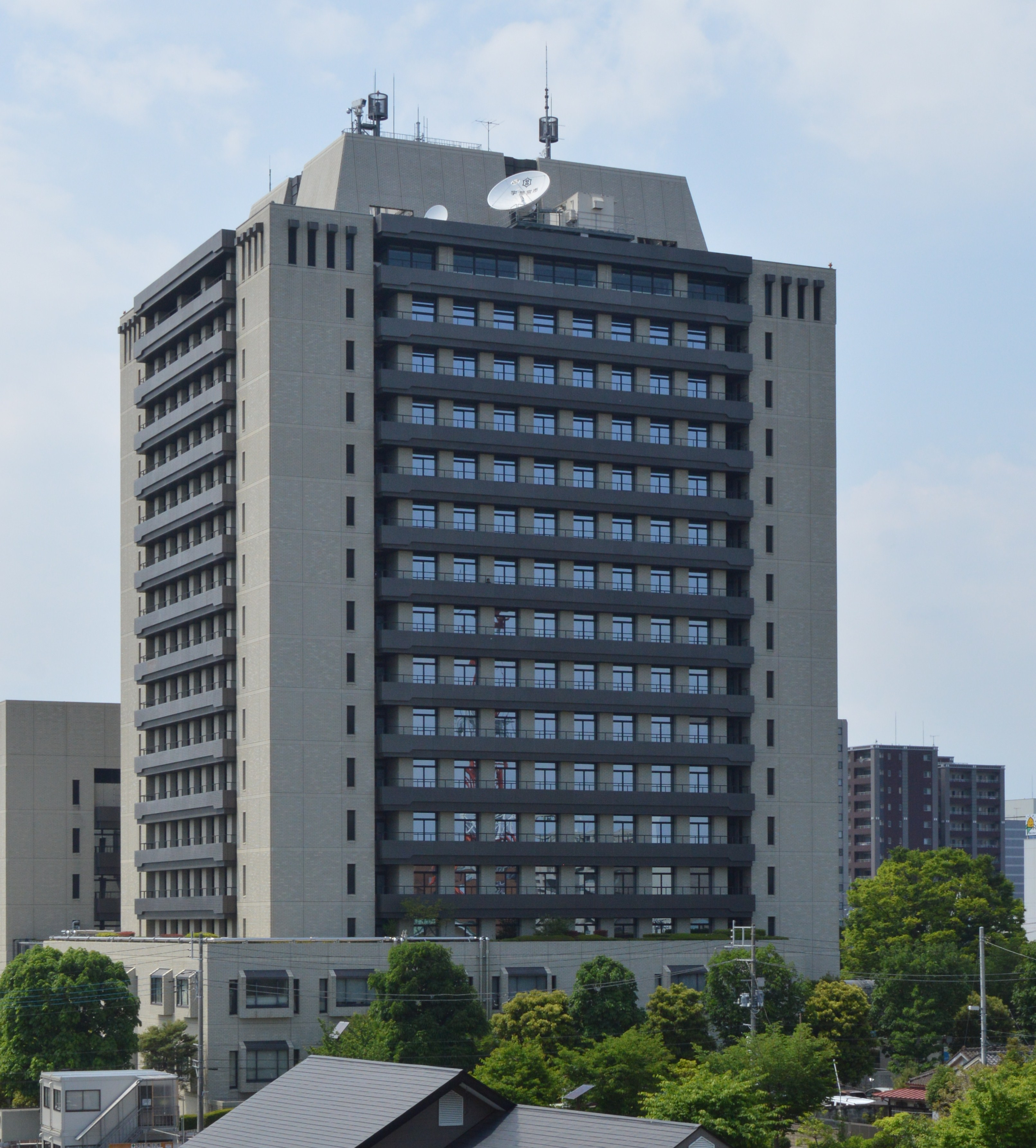
Rathaus von Utsunomiya

Utsunomiya ist eine mittelalterliche Burgstadt mit der in den letzten Jahren teilweise wiederaufgebauten Burg Utsunomiya. Bis zur Eingliederung nach Tochigi 1873 blieb die Burgstadt Utsunomiya die Hauptstadt des Fürstentums Utsunomiya und der daraus 1871 hervorgegangenen, um weitere Fürstentümer und Territorien erweiterten Präfektur Utsunomiya. 1884 wurde sie mit der Verlegung der Präfekturverwaltung aus der Stadt Tochigi zur Präfekturhauptstadt von Tochigi.
In Tochigis Landkreis Kawachi entstand bei der Modernisierung der Gemeindeebene die Stadt Utsunomiya (宇都宮町 Utsunomiya-machi) als Kreisstadt. 1896 wurde sie zur Utsunomiya-shi. In den 1930er bis 1950er Jahren wurden größere Teile des Kawachi-gun eingemeindet. Dazu kamen Teile des Kreises Haga. 2007 kamen zwei der drei verbliebenen Städte aus dem Kreis Kawachi dazu, und die Einwohnerzahl überschritt 500.000. Seit dem 100. Jubiläum als -shi 1996 ist Utsunomiya „Kernstadt“ mit ausgeweiteter Selbstverwaltung.

## Wirtschaft
In Utsunomiya befindet sich außerdem eine Canon-Optikfabrik, eine Japan-Tobacco-Fabrik, Honda-Designzentren sowie verschiedene andere Industriekonzerne im Kiyohara Industrial Park. Außerdem gibt es in der Nähe der Innenstadt eines der größten Einkaufszentren der Nordkanto-Region.
Utsunomiya ist in Japan noch bis heute bekannt als Produktionsstätte für Gyōza (Teigtaschen mit Fleischfüllung).

## Verkehr
- Straße
  - Tōhoku-Autobahn
  - Kitakantō-Autobahn
  - Nationalstraße 4 nach Tokio oder Aomori
  - Nationalstraße 119, 121, 123, 293, 408
- Zug
  - JR Tōhoku-Shinkansen, Bahnhof Utsunomiya nach Tōkyō oder Hachinohe
  - JR Utsunomiya-Linie (Tōhoku-Hauptlinie) nach Tōkyō oder Aomori
  - JR Nikkō-Linie nach Nikkō
  - Tōbu Utsunomiya-Linie
  - Stadtbahn Utsunomiya

## Bildung
- Universität Utsunomiya

## Partnerstädte

### Städtefreundschaft
Utsunomiya listet fünf Partnerstädte auf:
| Stadt                          | Land                | seit |
| ------------------------------ | ------------------- | ---- |
| Auckland (zuvor: Manukau City) | Neuseeland          | 1982 |
| Orléans                        | Frankreich          | 1989 |
| Qiqihar                        | Volksrepublik China | 1984 |
| Tulsa                          | Oklahoma, USA       | 1992 |
| Pietrasanta                    | Italien             | 1995 |

## Söhne und Töchter der Stadt
- Ai Kurogo (* 1998), Volleyballspielerin
- Takahiro Akimoto (* 1998), Fußballspieler
- Kozue Andō (* 1982), Fußballspielerin
- Minori Chihara (* 1980), Synchronsprecherin und Sängerin
- Yukio Edano (* 1964), Politiker
- Hajime Funada (* 1953), Politiker
- Sora Kobori (* 2002), Fußballspieler
- Yūta Koike (* 1996), Fußballspieler
- Koiso Kuniaki (1880–1950), 28. Premierminister von Japan
- Hayato Kurosaki (* 1996), Fußballspieler
- Ikuo Matsumoto (* 1941), Fußballspieler und -trainer
- Shisui Matsumoto (1887–1972), Maler
- Tomoyuki Matsushita (* 2005), Schwimmer
- Keiya Nakami (* 1991), Fußballspieler
- Tomoa Narasaki (* 1996), Sportkletterer
- Aya Sameshima (* 1987), Fußballspielerin
- Tōru Takahashi (1941–2022), Internetpionier
- Katsumi Takizawa (1909–1984), Religionsphilosoph
- Wahei Tatematsu (1947–2010), Schriftsteller
- Kōhei Tezuka (* 1996), Fußballspieler
- Sadao Watanabe (* 1933), Jazz-Saxophonist
- Tetsurō Yano (* 1946), Politiker
- Naoki Yamamoto (* 1988), Rennfahrer

## Sport
- Tochigi SC (Fußballverein)

## Angrenzende Städte und Gemeinden
- Nikkō
- Kanuma
- Mooka
- Shimotsuke